# KBA T 1
Der Triebwagen KBA T 1 war ein Triebwagen der Kleinbahn Bebitz–Alsleben.
Er wurde für den Betrieb auf der Kleinbahn beschafft, da sich auf der kurzen Distanz der vorher hier eingesetzten Benzoltriebwagen der DWK nicht wirtschaftlich einsetzen ließ. Der Triebwagen KBA T 1 gilt als einer der ersten Fahrzeuge der so genannten Wettiner Triebwagen. Er erhielt bei der Kleinbahnabteilung des Provinzialverbandes Sachsen später die Bezeichnung T 2. Der Triebwagen wurde 1949 von der Deutschen Reichsbahn zunächst als VT 133 508 bezeichnet. 1952 wurde diese Bezeichnung in VT 135 549 geändert. Ab 1970 erhielt er die EDV-Bezeichnung 186 035-2. Das Fahrzeug war bis in die 1970er Jahre aktiv und ist heute nicht mehr vorhanden.

## Geschichte

### KBA T 1
Der von der WUMAG Görlitz hergestellte Triebwagen wurde im März 1935 bei der Kleinbahn Bebitz–Alsleben in Dienst gestellt.
Da die benzolmechanischen Triebwagen auf der ungefähr zehn Kilometer langen Kleinbahn Bebitz–Alsleben nicht wirtschaftlich eingesetzt werden konnten, wurde von der Kleinbahnabteilung des Provinzialverbandes Sachsen und anderen Kleinbahnen die Entwicklung eines Triebwagens für kurze Strecken in Auftrag gegeben, mit denen dem aufstrebenden Busverkehr Konkurrenz geboten werden sollte. Dieses Fahrzeug wurde von der WUMAG Görlitz entwickelt und gleichzeitig anderen Kleinbahnen zum Kauf angeboten. Für den Betrieb auf der Kleinbahn Bebitz–Alsleben erhielten die Fahrzeuge von Anfang an Zug- und Stoßeinrichtung der leichten Bauart, um einen Beiwagen befördern zu können. Die Kleinbahn Wallwitz–Wettin und die Obereichsfelder Kleinbahn erhielten Fahrzeuge derselben Bauart von der WUMAG.
Durch den Einsatz des Triebwagens konnte der Verkehr auf der Kleinbahn Bebitz–Alsleben über den bisherigen Endpunkt bis zu dem etwa einen Kilometer entfernt liegenden Endpunkt Alsleben (Saale) Stadtmühle verlängert werden. Der Triebwagen erfreute sich bei den Reisenden großer Beliebtheit, die sich mit der Bezeichnung Fliegender Beblitzer ausdrückte. Auf Grund der Ausstattung des Triebwagens stiegen die Reisendenzahlen ab 1935 wieder stark an. Der KBA T1 führte bis 1946 fast den gesamten Verkehr auf der genannten Strecke durch. Die gesamte Laufleistung während dieses Zeitraumes betrug 232.134 Kilometer.
Auf Grund eines Bruchs der Kurbelwelle des Motors musste der Triebwagen 1946 abgestellt werden. Zur Reparatur behalf man sich damit, die defekte Welle zu schweißen, was allerdings nur wenige Wochen hielt. Erst 1949 konnte das Fahrzeug mit einem neuen Motor ausgestattet und dem Betrieb wieder übergeben werden.

### VT 133 508
Fälschlicherweise wurde das Fahrzeug von der DR als VT 133 508 eingereiht. Diese Einstufung wirft die Frage auf, ob das Fahrzeug zum Zeitpunkt der Umzeichnung vielleicht doch keine Zug- und Stoßeinrichtung besessen hatte und analog der Wismarer Schienenbusse bezeichnet wurde.

### VT 135 549
1952 wurde dieser Fehler korrigiert und das Fahrzeug als VT 135 549 bezeichnet. Bereits seit 1950 wurde der Triebwagen in Aschersleben, und ab 1951 in Alsleben eingesetzt. Weiter war das Fahrzeug im Bahnbetriebswerk Halberstadt eingesetzt, wo es 1969 abgestellt wurde.

### 186 035-2
Formell hatte das Fahrzeug noch die EDV-Bezeichnung 186 035-2 erhalten, aber schon 1971 wurde das Fahrzeug ausgemustert und verschrottet.

## Konstruktive Merkmale
Der Triebwagen gehörte zu einer Serie von Triebwagen für die Kleinbahnen in der Provinz Sachsen, von denen die Waggon- und Maschinenbau Görlitz (WUMAG) in Görlitz 1933 die Konstruktion erstellt hatte. Dieses Fahrzeug gehörte zu einer Serie von vier Triebwagen, die von der WUMAG hergestellt wurden.
Das Untergestell und das Kastengerippe, das außen mit 1,5 mm starkem Blech verkleidet war, bestanden aus elektrisch verschweißten Baustahlprofilen. Konstruiert waren die Fahrzeuge als Solofahrzeuge. Dafür besaßen sie anfangs keine Zug- und Stoßvorrichtung. Für den Beiwagenbetrieb wie bei der KWW wurden sie später mit leichter Zug- und Stoßeinrichtung versehen. Als Bremseinrichtung besaßen sie eine einlösige Bremse der Bauart Knorr, die für einen Beiwagenbetrieb vorgesehen war. Gebremst wurden die Achsen nur einseitig. Gesandet wurde die Antriebsachse. Die Inneneinrichtung unterteilte sich in das Fahrgastabteil und die beiden Führerstände. Diese waren durch Trennwände und Drehtüren voneinander getrennt. Der Fußboden bestand aus Kiefernholz, das mit Linoleum belegt war. Über Klappen im Fußboden konnte die Maschinenanlage gewartet werden. Das Fahrzeug besaß 37 gepolsterte Sitzplätze mit Armlehnen, zur damaligen Zeit eine Verbesserung des Reisekomforts. Auf Grund der kurzen Streckenlänge wurde auf eine Toilette verzichtet.
Angetrieben wurden das Fahrzeug von einem Vierzylinder-Viertakt-Dieselmotor OM 65 von Mercedes-Benz. In den 1950er Jahren wurde der verschlissenen Originalmotor durch einen Austauschmotor aus dem Kombinat Industrieverband Fahrzeugbau (IFA) ersetzt. Die Kraftübertragung erfolgte über das Mylius-Getriebe und ein Achswendegetriebe, das mit einer Drehmomentenstütze versehen war. Beheizt war das Fahrzeug über eine Warmwasserheizung, die so ausgelegt war, dass das Innere des Wagens bei −20 °C Außentemperatur auf +20 °C beheizt werden konnte.